# Boris Bede
(en) Statistiques sur statscrew
Boris Bede (né le 20 novembre 1989 à Toulon en France) est  botteur de précision et botteur de dégagement de la Ligue canadienne de football. Il est issu des rangs du Rouge et Or de l'Université Laval à Québec et a joué professionnellement pour les Alouettes de Montréal, les Argonauts de Toronto et les Elks d'Edmonton.

## Biographie
Né à Toulon en France et fils d'un footballeur ivoirien, Alain Bédé, il rejoint son père aux États-Unis en 2005 pour poursuivre ses études en plus de jouer au soccer. C'est durant ses années d'études aux États-Unis qu'il s'initie au football américain.
Après son séjour sur le continent nord-américain, il retourne brièvement en France.  Il s'engage pour jouer au soccer à l'Université de Sherbrooke avant de finalement s'aligner avec le Rouge et Or de l'Université Laval en football canadien.
Avec le Rouge et Or, il succède à Christopher Milo et après la défaite de son club en finale canadienne de football canadien universitaire en 2011, il remporte deux titres consécutifs de la coupe Vanier.
À la suite de la saison 2014 où son club connait une défaite en finale provinciale, il signe son premier contrat professionnel avec les Alouettes de Montréal de la Ligue canadienne de football (LCF) le 19 février 2015.
Il y joue sa première partie professionnelle le 25 juin 2015 comme partant face au Rouge et Noir d'Ottawa. Après cinq saisons avec les Alouettes, il est échangé aux Argonauts de Toronto en février 2020, et remporte avec eux la Coupe Grey 2022. 
Bede joue trois saisons à Toronto, puis est libéré par le club en février 2024. Il conclut aussitôt une entente de deux ans avec les Elks d'Edmonton, club de la division Ouest de la LCF. Après une saison plutôt moyenne à Edmonton, les Elks le libèrent en janvier 2025.

## Statistiques professionnelles
Dernière mise à jour : 16 août 2025
| Tentés | Réussis               | %   | Tentées | Réussies | %    | Tentés | Verges | Moy.  |       |     |        |      |
| 2015   | Alouettes de Montréal | 18  | 40      | 36       | 90,0 | 31     | 25     | 80,6  | 133   | 108 | 4 783  | 44,3 |
| 2016   | Alouettes de Montréal | 10  | 21      | 11       | 52,4 | 19     | 18     | 94,7  | 51    | 63  | 2 698  | 42,8 |
| 2017   | Alouettes de Montréal | 16  | 35      | 29       | 82,9 | 20     | 18     | 90,0  | 105   | 102 | 4 506  | 44,2 |
| 2018   | Alouettes de Montréal | 18  | 40      | 34       | 85,0 | 27     | 25     | 92,6  | 127   | 128 | 5 690  | 44,5 |
| 2019   | Alouettes de Montréal | 18  | 35      | 31       | 88,6 | 45     | 43     | 95,6  | 136   | 109 | 4 862  | 44,6 |
| 2021   | Argonauts de Toronto  | 13  | 33      | 28       | 84,8 | 21     | 21     | 100,0 | 105   | 86  | 3 799  | 44,2 |
| 2022   | Argonauts de Toronto  | 18  | 55      | 43       | 78,2 | 37     | 34     | 91,9  | 163   | 5   | 248    | 49,6 |
| 2023   | Argonauts de Toronto  | 17  | 39      | 37       | 94,9 | 57     | 53     | 93,0  | 164   | 48  | 2 284  | 47,6 |
| 2024   | Elks d'Edmonton       | 16  | 34      | 27       | 79,4 | 39     | 38     | 97,4  | 119   | 0   | 0      | 0,0  |
| Total  | Total                 | 144 | 332     | 276      | 83,1 | 296    | 275    | 92,9  | 1 103 | 649 | 28 870 | 44,5 |

## Honneurs individuels

### Réseau du sport étudiant du Québec
- 2012 & 2014 : Équipe d'étoiles unités spéciales[10]
- 2014 : Meilleur joueur des unités spéciales

### Ligue canadienne de football
- 2015 : Équipe d'étoile de la division est[11]
- 2021: Équipe d’étoiles de la division est
- 2023: Équipe d’étoile de la division est

## Parenté dans le sport
Fils du footballeur international ivoirien Alain Bede.